# Qui non c'è il mare/Noi duri
Qui non c'è il mare/Noi duri è un singolo del gruppo musicale italiano Statuto, pubblicato nel 1991 dalla EMI Italiana.

## Il disco
Qui non c'è il mare, sul lato A del disco, è una canzone ska incentrata interamente sull'ironia che comporta la mancanza del mare in una grossa città come Torino; è la cover di una canzone spagnola di qualche anno prima dei Los Refrescos, Aqui no hay playa.
Sul lato B è contenuta la cover della più celebre Noi duri di Fred Buscaglione.

## Tracce
LATO A
1. Qui non c'è il mare (testo: Oscar Giammarinaro – musica: Bernardo Vazquez)

LATO B
1. Noi duri (testo: Leo Chiosso – musica: Fred Buscaglione)